# Nanfeng (köpinghuvudort i Kina, Hainan Sheng, lat 19,41, long 109,55)
Nanfeng är en köpinghuvudort i Kina. Den ligger i provinsen Hainan, i den södra delen av landet, omkring 110 kilometer sydväst om provinshuvudstaden Haikou. Antalet invånare är 23 669. Befolkningen består av 10 958 kvinnor och 12 711 män. Barn under 15 år utgör 21,0 %, vuxna 15-64 år 70 %, och äldre över 65 år 8,0 %.
Runt Nanfeng är det ganska tätbefolkat, med 155 invånare per kvadratkilometer. Närmaste större samhälle är Dacheng, 19,8 km nordväst om Nanfeng. I omgivningarna runt Nanfeng växer i huvudsak städsegrön lövskog.
Genomsnittlig årsnederbörd är 2 654 millimeter. Den regnigaste månaden är juli, med i genomsnitt 428 mm nederbörd, och den torraste är januari, med 21 mm nederbörd.